# Crytea ceta
Crytea ceta là một loài tò vò trong họ Ichneumonidae.